# Francisco Manuel do Nascimento

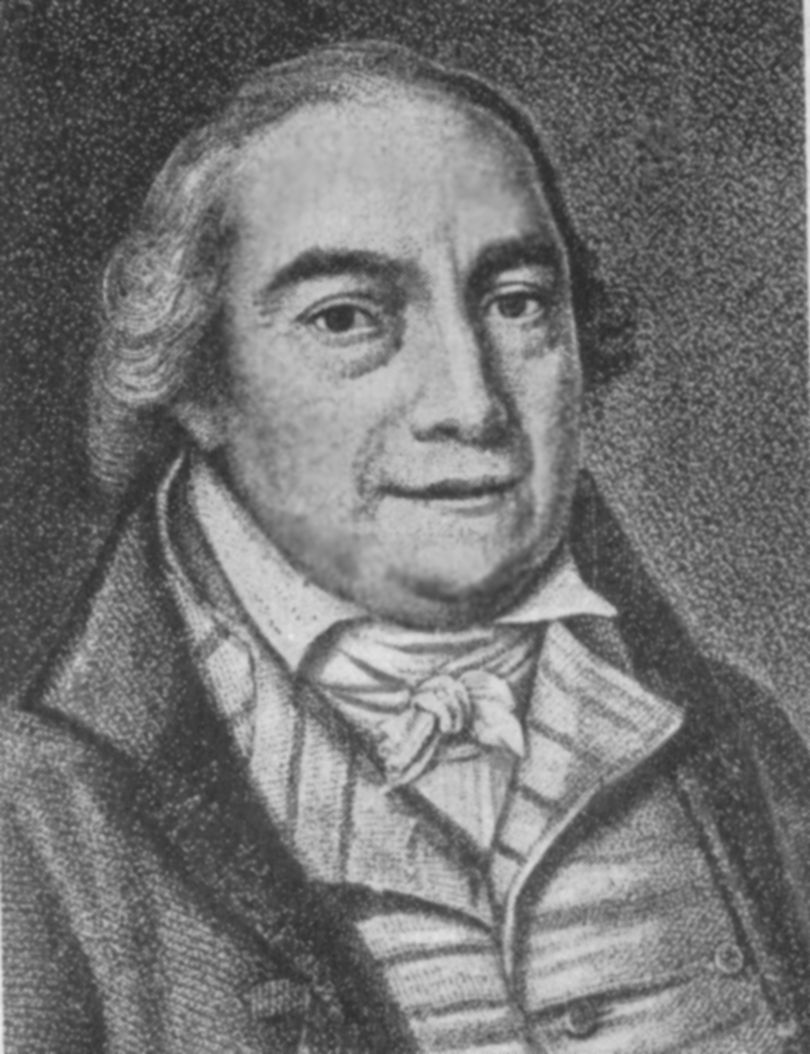
Francisco Manuel do Nascimento.

Francisco Manuel do Nascimento, född den 21 december 1734 i Lissabon, död den 25 februari 1819 i Paris, var en portugisisk skald.
Manuel do Nascimento flydde 1778 undan inkvisitionen till Paris. Han skrev horatianska oden, satirer, epistlar och sonetter samt översatte
La Fontaines fabler, Wielands "Oberon" med mera. Under det "arkadiska" namnet Filinto Elysio utgav Manuel do Nascimento  sina Obras completas (11 band, 1817-1819; ny upplaga 1836-1840). 